# Sega Nomad
Sega Nomad – trzecia konsola przenośna wyprodukowana przez Segę. Była to pomniejszona wersja 16-bitowej konsoli Sega Genesis, korzystała z takiego samego nośnika. Była wyposażona w trzycalowy ekran LCD, który wyświetlał bardzo wyraźny obraz pozbawiony smużenia, ale można ją było podłączyć do telewizora. Tak samo jak w Sega Mega Jet, niemożliwe było podłączenie przystawki 32x lub Sega CD.
Jako konsola przenośna Nomad nie sprawdzał się najlepiej i od początku sprzedawał się słabo – jej największymi wadami były duże gabaryty, spora waga i bardzo krótki czas pracy na bateriach. Nie były to jednak jedyne powody rynkowej porażki tej konsoli. Największymi problemami była względnie wysoka cena, ponad 180 dolarów, oraz gasnąca popularność Genesisa, co powodowało, że liczba nowych gier była symboliczna. Porażka w USA spowodowała, że konsola nigdy nie ukazała się w Europie.

## Dane techniczne
- Procesor: Motorola MC68000 @ 7,67 MHz
- Ko-procesor: Zilog Z80@ 3,58 MHz
- Pamięć: 64 KB RAM, 64KB VRAM, 8KB RAM przeznaczonej na dźwięk. 20 KB ROM
- Kolory: 512, naraz na ekranie 64
- Dźwięk: Stereo Yamaha YM2612 + Texas Instruments SN76489
- Ekran: LCD o rozdzielczości 320 x 224